# Dernier Amour (film, 1949)
Pour les articles homonymes, voir Dernier Amour.
Pour plus de détails, voir Fiche technique et Distribution.
Dernier Amour est un film français de Jean Stelli sorti en 1949.

## Synopsis
En 1939, Hélène, qui est mariée au comte de Cravant, un homme plus âgé qu'elle, a une liaison avec un jeune homme, Alain Fontenay. Dix ans plus tard, Hélène devenue veuve a épousé Alain. Un soir de réveillon, Alain reçoit le télégramme d'une femme, qui éveille la jalousie d'Hélène. Celle-ci engage un détective privé pour faire suivre Alain et finit par rencontrer Michelle, une jeune cousine d'Alain. 
Celle-ci est secrètement amoureuse d'Alain qui l'aime aussi. Hélène qui a surpris leurs aveux fait pression sur Michelle pour qu'elle quitte Paris. Alain est profondément accablé par ce départ, puis il apprend que Michelle va se marier, ce qui met un terme a ses espoirs. L'histoire se termine de manière douce-amère, Alain retrouve Hélène à son lit d'hôpital où l'a conduit un accident de voiture.

## Fiche technique
- Titre : Dernier Amour
- Réalisation : Jean Stelli
- Scénario : Françoise Giroud d'après un roman de Georges Ohnet
- Assistant réalisateur : Jacques Pinoteau
- Photographie : René Gaveau
- Montage : Mireille Baron et Andrée Laurent
- Musique : René Sylviano
- Costumes : Robert Piguet
- Producteur : Aimé Frapin
- Société de production : Consortium de Productions de Films
- Pays d'origine :  France
- Format : Noir et blanc — 35 mm — 1,37:1 — Son : Mono
- Genre : Film dramatique , Film policier
- Durée : 99 minutes
- Date de sortie :
  - France : 6 février 1949
- Affiche : Constantin Belinsky (France)

## Distribution
- Annabella : Hélène
- Jean Debucourt : Comte de Cravant
- Yvette Étiévant : Lina Bell
- Suzanne Flon : Suzanne, la sœur d'Hélène
- Georges Marchal : Alain Fontenay
- Jeanne Moreau : Michèle
- Jean-Pierre Kérien : Paul
- Marcelle Monthil : Maria
- Arlette Merry : 	La couturière
- Luce Fabiole : L'habilleuse
- Roger Bontemps : Georges
- André Chanu
- Robert Blome